# ČD-Baureihe 799
Die Fahrzeuge der ČD-Baureihe 799 sind zweiachsige Rangierlokomotiven des tschechischen Eisenbahnverkehrsunternehmens České dráhy (ČD), die im Rahmen eines Rekonstruktionsprogrammes aus Maschinen der Baureihen 700, 701 und 702 entstanden. Die Zweikraftloks verfügen über einen Dieselmotor und einen Akkumulator. Sie dienen vornehmlich dem Verschub in Lokomotivdepots.

## Geschichte

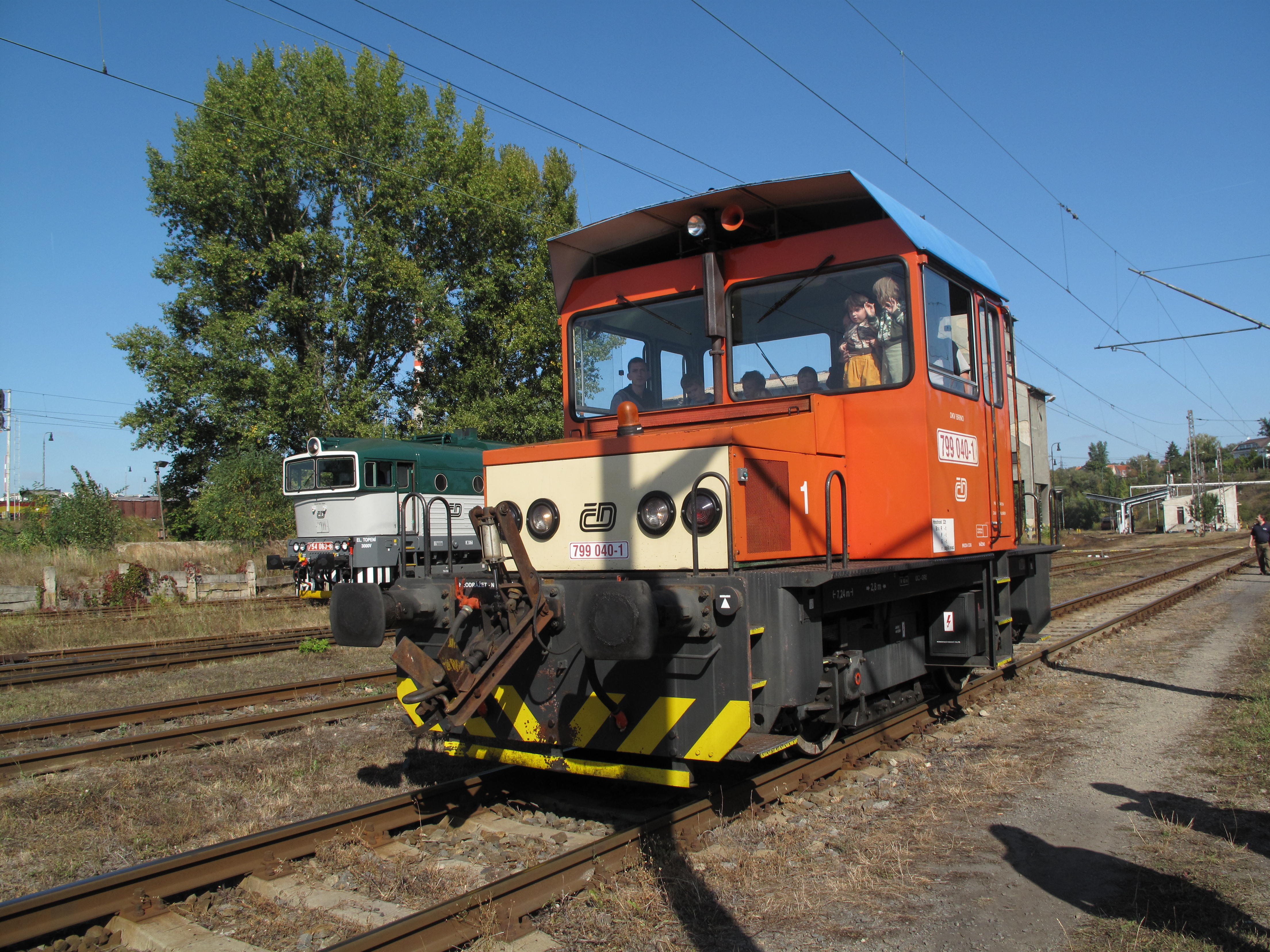
Einzelgänger mit Funkfernsteuerung: 799 040

Die JLS (ČMKS-Jihlavská lokomotivní společnost, s.r.o.) lieferte von 1992 bis 1997 39 Loks der Baureihe 799 an die ČD aus. Im Jahre 2000 wurden nochmals zwei Maschinen erstellt. Als einzige der Baureihe wurde die 799.040 ab Werk mit einer Funkfernsteuerung ausgerüstet. Sie unterscheidet sich äußerlich von ihren Schwestermaschinen durch die gelben Rundumleuchten auf den beiden Vorbauten.
Im in der Neustrukturierung befindlichen Lokpark der ČD sind vornehmlich die Baureihen 704 und 799 für den Rangierdienst vorgesehen. Wobei die häufig mit dem Spitznamen „Papamobile“ bezeichneten Kleinlokomotiven 799 von der Leistung her, eher üppig ausgestattete Rangiergeräte sind und ob ihrer geringen Höchstgeschwindigkeit beim Personal nicht sonderlich geschätzt werden. Wo vorhanden und es der Dienstplan zulässt, wird eine Baureihe 704 verwendet oder es sind noch ältere Loks als nominelle Reserve vorhanden, die dann tatsächlich die Dienste verrichten.

## Konstruktive Merkmale
Von den Spenderfahrzeugen der Ursprungsbaureihen wurde der Rahmen, die Radsätze einschließlich der Achsgetriebe und die mechanischen Teile der Bremse wiederverwendet. Im Gegensatz zu anderen Umbauten auf der gleichen Basis verfügt die Baureihe 799 über symmetrische Vorbauten. In einem ist die Batterie vom Typ 70 KPM 250 P untergebracht, die eine maximale Leistung von 19,5 kW liefern kann. Im anderen Vorbau befindet sich der Dieselmotor von Zetor Typ Z 5801 mit 37 kW sowie die Hilfsbetriebe. Der direkt am Motor angebrachte Luftkompressor bedient lediglich die Sandstreueinrichtung und das Signalhorn. Der Dieselmotor betreibt über eine Flexkupplung den Wechselstrom-Hauptgenerator vom Typ A 225. Der wahlweise aus dem Generator oder der Batterie gespeiste elektrische Fahrmotor TE 022 gibt sein Drehmoment über eine weitere Flexkupplung an ein ebenfalls neues, mechanisches Getriebe ab, das über die ursprünglich vorhandenen Gelenkwellen und Achsgetriebe auf die Radsätze wirkt.
Abgesehen von seiner Lage auf dem Hauptrahmen ist das Führerhaus mit dem der Baureihe 798 identisch.
Auf der Kupplung zwischen Fahrmotor und Getriebe ist eine Trommelbremse installiert. Darüber hinaus verfügt die Lok über eine rückspeisende, elektrodynamische Widerstandsbremse und eine Magnetschienenbremse.